# مونية بن جميع
منية بن جميع أو مونية بن جميع من مواليد 12 أكتوبر 1957 هي أستاذة قانون تونسية؛ أكاديمية نسوية ورئيسة الجمعية التونسية للنساء الديمقراطيات. تشغلُ بن جميع حاليًا منصبَ أستاذة القانون في جامعة قرطاج.

## السيرة الذاتية
ولدت مونية في عائلة محافظة وقد قضت طفولتها بشكل عادي كباقي أطفال تونس لكنّها كانت تعشقُ بعضَ الأعمال النسوية لسيمون دو بوفوار ونوال السعداوي خلالَ سن المراهقة . كانت والدة مونية أمية فيما كانت عائلتها محافظة وصارمة بخصوص العلاقة بينَ الجِنسين. تعدّ مونية من بينٍ القلائل التي استطعنَ -ضمن عائلتها- إكمال الدراسات العليا. زادت شهرة بن جميع بعد نجاحها في الانضمام للجمعية التونسية للنساء الديمقراطيات والتي أصبحت في نهاية المطاف رئيسة لها. تُركّز هذه المنظمة على محاولة الحد من قضايا العنف ضد المرأة، كما تعمل على زيادة تقنين حقوق المرأة المتزوجة بما في ذلكَ زيادة حقوق الملكية والسماح للمرأة أيضا بأن تكون الوصي القانوني للأطفال وما إلى ذلك. تؤمن بن جميع بأن الديمقراطية في تونس لن تتحرك إلى الأمام ما لم تحصل المرأة على مزيد من الحقوق الأساسية.
ناشطة في الحركة الطلابية اليسارية اثناء دراستها الحقوق بتونس، وتلتقي ببشرى بلحاج حميدة. تشارك في تشكيل حلقة من التفكير النسوي والمناظرة في نادي الطاهر الحداد الثقافي، بدعم من جليلة حفصية التي تديرها. واصلت دراستها في فرنسا، وهي الأولى في عائلتها للدراسة في الخارج بتشجيع من والدتها الأمية. كرست نفسها لبضع سنوات لإكمال دراستها وتكوين أسرة. أصبحت عضوة في الجمعية التونسية للنساء الديمقراطيات (ATFD)، استمرارًا للدائرة النسوية لنادي الطاهر حداد الثقافي، عندما تم إنشاؤه في عام 1989. كما أصبحت أستاذة القانون في كلية العلوم القانونية. جامعة قرطاج وجامعة تونس.
في يناير 2021 ، نشرت قصة سيرتها الذاتية ، Les Siestes du grand-père ، حكاية سفاح القربى. تروي، بصيغة الغائب، قصة طفولة ندرة، فتاة من تطاوين نشأت في تونس العاصمة ، ضحية اعتداء جنسي من قبل جدها لأمها.